# Рекопа Судамерикана
Рекопа Судамерикана, известен и като Рекопа ВИЗА Судамерикана (на испански: Recopa Sudamericana) е южноамериканският еквивалент на Суперкупата на Европа. Носителят на купата се определя в два мача между носителите на Копа Либертадорес и Копа Судамерикана. Провежда се от 1989 г. от КОНМЕБОЛ.
Тъй като мачовете за Рекопа Судамерикана се провеждат през лятото, а носителите на Копа Либертадорес и Копа Судамерикана се определят съответно през първата и втората половина на годината, за Рекопа Судамерикана спорят отборите, носители на Копа Либертадорес и Копа Судамерикана от миналата календарна година. Това води до леко объркване в статистиката: според организаторите от КОНМЕБОЛ например първият носител на купата Насионал Монтевидео я спечелва през 1989 г. (годината, в която се провеждат мачовете), докато според статистиката на RSSSF това е Рекопа Судамерикана '88, защото това е годината, в която отборите финалисти са се класирали за финала.

## История
От 1989 до 1998 г. в мачовете за Рекопа Судамерикана участват носителите на Копа Либертадорес и прекратеният през 1997 г. турнир за Суперкопа Судамерикана. През 1990, 1992, 1994, 1995, 1996 и 1997 финалът се състои само от един мач и се играе в Маями (1990) и японските градове Кобе (1992 и 1994) и Токио (1995 – 1997).
През 1991 г. не се състои финален мач, а купата е присъдена на Олимпия Асунсион, защото този отбор печели както Копа Либертадорес, така и Суперкопа Судамерикана. През 1993 г. финалът е между Сао Паоло и Крузейро и важи и като кръг от бразилския шампионат, защото той е в разгара си и не може да бъде намерена дата за пренасрочване на двубоите. През 1994 г. Сао Паоло също е едновременен носител на двете купи, даващи право на квалификация за финала и затова играе срещу носителя на Копа КОНМЕБОЛ Ботафого. Мачовете от Рекопа Судамерикана '98 между Крузейро и Ривър Плейт се играят през 1999 г. и важат и за Копа Меркосур.
В периода 1999 – 2002 г. не се играят мачове за Рекопа Судамерикана. През 2003 и 2004 г. мачовете се играят в САЩ – в Лос Анджелис и Форт Лодърдейл, а от 2005 те отново се провеждат на принципа на размененото гостуване.

## Финали
| Година      | Дата и място на провеждане                                                                               | Шампион                                       | Резултат                    | Финалист                                      |                |
| ----------- | --- | --------------------------------------------- | --------------------------- | --------------------------------------------- | -------------- |
| 1989        | 1-ви мач: Монтевидео, Уругвай (31 януари 1989) 2-ри мач: Буенос Айрес, Аржентина (6 февруари 1989)       | Насионал Монтевидео (Уругвай)                 | 1:0 0:0 Общ резултат 1:0    | Расинг Авелянеда (Аржентина)                  |                |
| 1990        | Маями, Флорида, САЩ (17 март 1990)                                                                       | Бока Хуниорс (Аржентина)                      | 1:0                         | Атлетико Насионал (Колумбия)                  |                |
| 1991        | Не се провежда                                                                                           | Олимпия Асунсион (Парагвай)                   | Олимпия Асунсион (Парагвай) | Олимпия Асунсион (Парагвай)                   |                |
| 1992        | Кобе, Япония (19 април 1992)                                                                             | Коло Коло (Чили)                              | 0:0 Дузпи 5:4               | Крузейро (Бразилия)                           |                |
| 1993        | 1-ви мач: Сао Паоло, Бразилия (22 септември 1993) 2-ри кръг: Бело Оризонте, Бразилия (29 септември 1993) | Сао Паоло (Бразилия)                          | 0:0 Дузпи 4:2               | Крузейро (Бразилия)                           |                |
| 1994        | Кобе, Япония (3 април 1994)                                                                              | Сао Паоло (Бразилия)                          | 3:1                         | Ботафого (Бразилия)                           |                |
| 1995        | Токио, Япония (9 април 1995)                                                                             | Индепендиенте (Аржентина)                     | 1:0                         | Велес Сарсфийлд (Аржентина)                   |                |
| 1996        | Кобе, Япония (7 април 1996)                                                                              | Гремио (Бразилия)                             | 4:1                         | Индепендиенте (Аржентина)                     |                |
| 1997        | Токио, Япония (13 април 1997)                                                                            | Велес Сарсфийлд (Аржентина)                   | 1:1 Дузпи 4:2               | Ривър Плейт (Аржентина)                       |                |
| 1998        | 1-ви мач: Бело Оризонте, Бразилия (3 август 1999) 2-ри мач: Буенос Айрес, Аржентина (23 септември 1999)  | Крузейро (Бразилия)                           | 2:0 3:0 Общ резултат 5:0    | Ривър Плейт (Аржентина)                       |                |
| 1999 – 2002 | Не се провежда                                                                                           | Не се провежда                                | Не се провежда              | Не се провежда                                | Не се провежда |
| 2003        | Лос Анджелис, Калифорния, САЩ (7 декември 2003)                                                          | Олимпия Асунсион (Парагвай)                   | 2:0                         | Сан Лоренцо де Алмагро (Аржентина)            |                |
| 2004        | Форт Лодърдейл, Флорида, САЩ (7 септември 2004)                                                          | Сиенсиано (Перу)                              | 1:1 Дузпи 4:2               | Бока Хуниорс (Аржентина)                      |                |
| 2005        | 1-ви мач: Буенос Айрес, Аржентина (24 август 2005) 2-ри мач: Манисалес, Колумбия (31 авгест 2005)        | Бока Хуниорс (Аржентина)                      | 3:1 1:2 Общ резултат 4:3    | Онсе Калдас (Колумбия)                        |                |
| 2006        | 1-ви мач: Буенос Айрес, Аржентина (7 септември 2006) 2-ри мач: Сао Паоло, Бразилия (14 септември 2006)   | Бока Хуниорс (Аржентина)                      | 2:1 2:2 Общ резултат 4:3    | Сао Паоло (Бразилия)                          |                |
| 2007        | 1-ви мач: Пачука, Мексико (31 май 2007) 2-ри мач: Порто Алегре, Бразилия (7 юни 2007)                    | Интернасионал (Бразилия)                      | 1:2 4:0 Общ резултат 5:2    | Пачука (Мексико)                              |                |
| 2008        | 1-ви мач: Авелянеда, Аржентина (13 август 2008) 2-ри мач: Буенос Айрес, Аржентина (27 август 2008)       | Арсенал (Аржентина)                           | 1:3 2:2 Общ резултат 3:5    | Бока Хуниорс (Аржентина)                      |                |
| 2009        | 1-ви мач: Порто Алегре, Бразилия (25 юни 2009) 2-ри мач: Кито, Еквадор (9 юли 2009)                      | Интернасионал (Бразилия)                      | 0:1 0:3 Общ резултат 0:4    | Лига Депортива Университария (Кито) (Еквадор) |                |
| 2010        | 1-ви мач: Кито, Еквадор (25 август 2010) 2-ри мач: Килмес, Аржентина (8 септември 2010)                  | Лига Депортива Университария (Кито) (Еквадор) | 2:1 0:0 Общ резултат 2:1    | Естудиантес (Аржентина)                       |                |
| 2011        | 1-ви мач: Авелянеда, Аржентина (10 август 2011) 2-ри мач: Порто Алегре, Бразилия (24 август 2011)        | Индепендиенте (Аржентина)                     | 2:1 1:3 Общ резултат 3:4    | Интернасионал (Бразилия)                      |                |
| 2012        | 1-ви мач: Сантяго де Чиле, Чили (22 август 2012) 2-ри мач: Сао Пауло, Бразилия (26 септември 2012)       | Универсидад де Чили (Чили)                    | 0:0 0:2 Общ резултат 0:2    | Сантос (Бразилия)                             |                |
|             | |                                               |                             |                                               |                |
|             | |                                               |                             |                                               |                |
| 2015        | | Ривър Плейт (Аржентина)                       | 1:0 Общ резултат 2:0        | Сан Лоренцо де Алмагро (Аржентина)            |                |

## Титли и участия на финал по отбор
| Отбор                               | Победи | Загуби | Години на спечелен финал | Години на загубен финал |
| ----------------------------------- | ------ | ------ | ------------------------ | ----------------------- |
| Бока Хуниорс                        | 4      | 1      | 1990, 2005, 2006, 2008   | 2004                    |
| Сао Паоло                           | 2      | 1      | 1993, 1994               | 2006                    |
| Интернасионал                       | 2      | 1      | 2007, 2011               | 2009                    |
| Олимпия Асунсион                    | 2      | 0      | 1991, 2003               | —                       |
| Лига Депортива Университария (Кито) | 2      | 0      | 2009, 2010               | —                       |
| Ривър Плейт                         | 1      | 2      | 2015                     | 1997, 1998              |
| Индепендиенте                       | 1      | 2      | 1995                     | 1996, 2011              |
| Крузейро                            | 1      | 2      | 1998                     | 1992, 1993              |
| Велес Сарсфийлд                     | 1      | 1      | 1997                     | 1995                    |
| Насионал Монтевидео                 | 1      | 0      | 1989                     | —                       |
| Коло Коло                           | 1      | 0      | 1992                     | —                       |
| Гремио                              | 1      | 0      | 1996                     | —                       |
| Сиенсиано                           | 1      | 0      | 2004                     | —                       |
| Сантос                              | 1      | 0      | 2012                     | —                       |

## Титли по държава
- 7 –  Бразилия
- 6 –  Аржентина,  Еквадор
- 2 –  Парагвай
- 1 –  Уругвай,  Чили,  Перу